# Linda Valadas
Linda Valadas, (16 de Fevereiro de 1975) é uma atriz portuguesa.
Divide a sua carreira entre Portugal, Los Angeles e Reino Unido. Tem uma vasta carreira internacional. Em portugal, participou em diversas novelas Portuguesas da TVI, SIC e RTP e em vários filmes portugueses.

## Biografia
É actriz e encenadora. Estudou teatro com Marcia Haufrecht em Nova Iorque, Scott Williams em Londres e com João Mota e Bruno Schiappa em Portugal. Trabalhou como intérprete com Nuno Pino Custódio, Alexandre Lyra Leite, Wojtek Ziemilski, Graham Vick, Ana Padrão, Ron Howell e Catarina Trota. No cinema, em Portugal, trabalhou com Claudia Clemente em "O dia em que as cartas pararam", Ricardo Espírito Santo em "Reflexos". Em Itália e no Reino Unido filmou com Amir Gere, Broken Guitar, João Paulo Simões em "Where her dreams ends", Joseph Tito, Death of the Virgine Sheena Holliday, Persona. 
Linda, tem trabalhado como actriz e voice over artist.
Foi nomeada para os Globos de Ouro 2016, com o espectáculo, E Morreram Felizes Para Sempre, com encenação de Ana Padrão e coreografia de Catarina Trota. Frequentou o Mestrado em Teatro, especialização em Encenação, na ESTC –Escola Superior de Teatro e Cinema de Lisboa.
Passa ainda pela escrita, com o livro "O Sorriso de Sofia", da sua autoria.
Linda é formadora em Teatro. É responsável por diversos grupos Juvenis, adultos, sêniores e infantis.

## Carreira

### Televisão
| Ano       | Título               | Personagem | Ref |
| --------- | -------------------- | ---------- | --- |
| 2016      | Santa Bárbara        | Jornalista |     |
| 2015      | Bem-Vindos a Beirais | Lídia      |     |
| 2014      | Água de Mar          | Anita      |     |
| 2013      | Sol de Inverno       | Rute       |     |
| 2008      | Morangos Com Açúcar  | Helena     |     |
| 2008      | Podia Acabar o Mundo | Jornalista |     |
| 2006/2007 | Tu e Eu              | Mónica     |     |
| 2007      | Detetive Maravilhas  | Isabel     |     |
| 2007      | Deixa-me Amar        | Médica     |     |
| 2006      | Morangos Com Açúcar  | Juíza      |     |
| 2004      | Bons Vizinhos        | Repórter   |     |

### Cinema
| Ano  | Título                         | Personagem   | Directores             |
| ---- | ------------------------------ | ------------ | ---------------------- |
| 2016 | O Dia em que as Cartas Pararam | Rita e Laura | Cláudia Clemente       |
| 2011 | Persona                        | Violet       | Sheena Holliday        |
| 2011 | Where Her Dreams End           | Clarissa     | João Paulo Simões      |
| 2010 | Broken Guitar                  | Angela       | Rain Film              |
| 2009 | Londoners                      | Maria        | João Paulo Simões      |
| 2009 | Beyond Climate Change          | Maria        | João Paulo Simões      |
| 2009 | NIL                            | Florina      | Ustun Çanga            |
| 2008 | Death of The Virgin            | Sandra       | Joseph Tito            |
| 2006 | Reflexos                       | Ana          | Ricardo Espírito Santo |

### Ópera
| Ano  | Título                                    | Encenador                | Ref |
| ---- | ----------------------------------------- | ------------------------ | --- |
| 2019 | É Possível Resistir                       | Linda Valadas            |     |
| 2016 | Trilogia Verdiana                         | Francesco Esposito       |     |
| 2015 | Gotterdammerung - O crepúsculo dos Deuses | Graham Vick e Ron Howell |     |
| 2014 | Sancta Susana                             | Andrea de Rosa           |     |
| 2013 | L´Elisir d´amore                          | Francesco Esposito       |     |
| 2003 | Stiffelio                                 | Ulderico Manani          |     |
| 2004 | Charodeika                                | David Pountney           |     |
| 2007 | Manon Lescaut                             | Graham Vick e Ron Howell |     |

### Teatro
| Ano  | Título                                     | Personagem     | Detalhes                                                                                        |
| ---- | ------------------------------------------ | -------------- | ----------------------------------------------------------------------------------------------- |
| 2017 | Toca ou Não toca                           | Macabéa        | Performance - Cocriação                                                                         |
| 2015 | E Morreram Felizes para Sempre             | Constança      | Ana Padrão *Nomeada para Globos de Ouro                                                         |
| 2015 | Coisas Estúpidas para pessoas Inteligentes | Cindy          |                                                                                                 |
| 2013 | Serei eu fingindo                          | Circe          | Texto: Rui Zink                                                                                 |
| 2012 | Joana Dark                                 | Joana Dark     | Performer/singer, Ritzy Cinema Portuguese Film Festival, Londres                                |
| 2011 | Performer/singer, Ritzy Cinema             | Performer      | Portuguese Film Festival, Londres                                                               |
| 2010 | Performer/singer, Ritzy Cinema             | Performer      | Portuguese Film Festival, Londres                                                               |
| 2009 | The Tour de Bord Experiment                | Performer      | Londres                                                                                         |
| 2009 | This is Not a Fucking Happening            | Cindy          | Inestética                                                                                      |
| 2009 | Can You Cry On Demand?                     | Woman in Tears | Performance fotográfica - Antony Crossfield, Londres                                            |
| 2008 | Companhia de Bailados                      | Petrova        | Nuno Pinto Custódio                                                                             |
| 2007 | Som e Imagem                               | Performer      | Festival Temps D´Images Direção de Vvoitek Ziemilski e Veronica Conte - Centro Cultura de Belém |
| 2006 | Três Vidas para Um Homem Só                | Petra          | António J. Oliveira                                                                             |
| 2006 | As lágrimas Amargas de Petra Von Kant      | Karen          | João Mota                                                                                       |

### Outros
Foi diretora de Palco nas seguintes peças: "The White Parrot" em 2013, "Saída Limpa" em 2014, "O Monstro Infeliz" 2014, "Entrevista com os Piratas do Oeste" 2014, "3º Braço" 2014, "Desconcerto" 2015, "Baú da Descoberta" 2015, "Little Disconcert" 2015 
E ainda Film Director: "Somente Só" em 2007, "Sujo" em 2014 e "Frame" em 2015.
1. ↑  http://www.ocs.pt/pt/ocs/conheca-a-sua-orquestra/linda-valadas